# Sinacher Gupf
Der Sinacher Gupf (slowenisch: Psinski vrh, 1577 m ü. A.) ist ein Vorberg der Karawanken, zwischen dem Rosental im Norden und Windisch Bleiberg im Süden eingebettet. An seiner Nordseite liegt die Streusiedlung Sinach (slow. Sine) auf 660 Meter Seehöhe.
Der komplett bewaldete Bergrücken ist von allen Seiten begehbar und wird auf markierten Wegen über den in Ost-West-Richtung streichenden Kamm erstiegen.